# 雷鼎鳴
雷鼎鳴，BBS，JP（1951年—），華裔美國人，香港科技大學經濟學系前系主任及榮休教授，中華民國大陸委員會前諮詢委員，香港建制派政治組織幫港出聲成員。

## 生平
雷鼎鳴於1964年畢業於灣仔東華三院李賜豪小學，與運輸及房屋局前局長張炳良為同級同學。後來於1964年一同入讀香港華仁書院，並於1970年畢業。雷鼎鳴有一名兒子，在美國芝加哥主修免疫學，其後修讀幹細胞及神經博士課程，曾於舊金山加州大學和史丹福大學工作，曾於史丹福大學跟從駱利群進行研究工作。

## 觀點與主張

### 反對佔中及支持二十三條立法
2013年，雷鼎鳴宣佈支持由香港親共人士和建制派團體推動反對佔領中環運動的政治聯盟「幫港出聲」。他在一公開場合表示，香港要為《基本法》第二十三條立法，工黨主席李卓人批評雷鼎鳴在10年前反對二十三條立法，是「今天的我打倒昨日的我」
雷鼎鳴反對佔領中環，並在其評論中經常引用經濟數據來指出佔中的危害。雷鼎鳴聲稱佔領中環運動會令股市下跌造成3,500億港元損失，然而根據彭博通訊社總結，社運爆發了一個月股市卻是以月份計全球主要市場最好表現，另外，同年12月，當滬港通實行一個月後，香港股市大跌市值減少一億二千萬元。香港政府數字顯示佔領中環期間，來港旅客總數字及從中國大陸來港旅客數字均顯著上升。相反在佔領行動完畢後，旅發局公布初步統計顯示2015年6月份訪港旅客人次按年跌2.9%，中國內地客訪港，按年跌1.8%，當中個人遊旅客更下跌10.6%。
雷鼎鳴在2014年12月19日《晴報》刊文，認為內地消費市場因出現大規模的網購而有翻天覆地的變化，香港在這過程中竟然連旁觀者也算不上，以及港珠澳大橋被延誤多年，恐怕已失去不少本來應有的商機，稱變成大白象工程的主因是由香港內耗造成。

### 土地發展主張
雷鼎鳴認為「不發展郊野公園是蠢事」，質疑「這是否社會中另類不公？」更指「不考慮將來可發展部分的郊野公園，卻是墨守成規的蠢事」，批評「某些港人的思維是如何愚蠢」。前天文台長林超英指出，郊野公園有引水道，把食水引到城市，質疑發展郊野公園的成效。（新加坡陸地面積比香港細，約720平方公里，只及香港的六成半，但已發展土地佔全國約四分三，新加坡重視水源的程度，從用慣東江水的香港人角度而言，簡直到了執迷地步。目前星洲已立例將全國近九成土地列為集水區，意味即使在市區街道兩旁的下水道，收集到的水都會儲存到各大小水塘。為擴大水塘容量，新加坡甚至在金融區對開的海上築壩，將港灣轉化為全國最大水塘。）

## 爭議
2017年11月8日，雷鼎鳴以經濟學者身份出席「國家與香港」為主題的研討會時，提到在中國大陸「叫雞（召妓）」可用支付寶付款，證明於當地生活比香港方便，引起各界嘩然，由於在中國大陸召妓為非法，雷鼎鳴以學者身份鼓吹犯罪及不道德行為引起各學界大量批評，其餘批評則是圍繞「叫雞」這用語不恰當，這例子在經濟學上是否恰當，影響的不只是在個人專業上的地位，更影響社會各界對經濟學者以至經濟學的看法。

## 著作
- 學術論文在《政治經濟學報》(Journal of Political Economy)等國際學術期刊發表，其中四篇獲選入「經濟學關鍵性著作國際文獻館」
- 《中國與世界經濟大變局》(2011)
- 《幫香港算算賬》(2011)
- 《用經濟學做眼睛》(1995)
- 《風眼中的經濟學》(1997)
- 《生活經濟禪》(1997)
- 《替香港經濟把脈》(2004)
- 《為港元危機斷症》（鄭國漢、雷鼎鳴 合編）(1998)
- 《老有所養——退休保障評議》(1998)
- 《中國經濟改革——分析、反省、前瞻》（徐滇慶、雷鼎鳴、張欣 合編）(1991)
- 《Retirement Protection: A Plan for Hong Kong》(1998)
- 《Industrial Development in Singapore, Taiwan and South Korea》（Kwong Kai-Sun, Chau Leung-Chuen, Francis T Lui,  Larry D Qiu）

## 外部連結
- 專欄作家 | 雷射針 - 雷鼎鳴 | 頭條日報 （页面存档备份，存于）
- 雷鼎鳴 Archives | 灼見名家 （页面存档备份，存于）
- 晴報：雷鳴天下